# Pindakaasvloer
De Pindakaasvloer is een conceptueel kunstwerk uit 1969 van de Nederlandse kunstenaar Wim T. Schippers. Het werk bestaat uit een laag pindakaas verspreid op een vloer. De vloersculptuur is op elke gewenste grootte uit te voeren en bestaat uit een soort lijst waarbinnen een bepaalde hoeveelheid pindakaas egaal is uitgesmeerd. 
Het werk paste in de opvatting van de beeldend kunstenaar dat alles in principe zinloos en onzinnig is, maar daarom nog wel de moeite waard. Een tijdlang speelden etenswaren een grote rol in Schippers' kunstwerken, zoals een stoel bekleed met bami uit blik en een tafel met doperwtjes (1965).

## Tentoonstellingen
Het werk was voor het eerst te zien in 1969 bij Galerie Mickery in Loenersloot. In 1997 werd het getoond op een overzichtstentoonstelling van zijn werk in het Centraal Museum in Utrecht. In 2011 toonde Museum Boijmans Van Beuningen in Rotterdam de Pindakaasvloer in een versie van 4 bij 14 meter groot en 1100 liter pindakaas. Boijmans heeft het kunstwerk aangekocht en opgenomen in de collectie.

## Reacties
De Pindakaasvloer riep regelmatig sterke reacties op, onder andere in de vorm van ingezonden brieven, vanwege de betwiste kunstzinnige waarde.
In 1997, de vloer lag op dat moment in het Centraal Museum in Utrecht, werd de Pindakaasvloer door scholieren gevandaliseerd door hem te bestrooien met hagelslag en boterhammen, als "verdere uitwerking van Schippers' concept". Schippers zelf was niet ontevreden over het resultaat. Ook daarna werd de Pindakaasvloer meermalen beschadigd, zij het onopzettelijk. Het museum liet de schade door de veroorzakers betalen.